# Combate de Pequereque
El combate de Pequereque fue un enfrentamiento armado que tuvo lugar el 19 de junio de 1813, entre dos destacamentos avanzados del Ejército Auxiliar y del Ejército Real del Perú durante la segunda expedición auxiliadora al Alto Perú. La caballería del Ejército Auxiliar, al mando del coronel Cornelio Zelaya, derrotó a parte de la división realista del coronel Pedro Antonio Olañeta que ocupaba el poblado de Pequereque, en el camino entre Potosí y Oruro.

## Situación general
Luego de la capitulación del general realista Pío Tristán y su ejército en la Batalla de Salta, quedó abierto el camino para que las fuerzas de las Provincias Unidas no sólo ocuparan la totalidad del territorio salteño que en aquel entonces comprendía Jujuy, sino para que iniciaran una campaña militar a gran escala en el Alto Perú. En efecto, luego de la derrota, el alto mando realista estaba acéfalo; el general Goyeneche, vencedor de Huaqui, había renunciado. Las guarniciones del ejército colonial se hallaban en estado de confusión, y comenzaron una retirada masiva desde Jujuy y Potosí hasta Oruro. Para los primeros días de mayo, la vanguardia del ejército de Belgrano había alcanzado Potosí, y un contingente de 500 hombres fue desplegado a lo largo del camino a Oruro. Estas tropas pertenecían al Regimiento de Dragones, comandado por el coronel Cornelio Zelaya.

## La acción
La avanzada del Ejército del Norte se fue adelantando gradualmente desde Potosí a través de las localidades de Yocalla, Las Leñas, Tolapalca y Vilcapugio, estableciendo finalmente su cuartel general en la aldea de Ancacato, que había sido saqueada por los realistas.

El 17 de junio, con el objetivo de obtener abastecimientos, que eran muy escasos en Ancacato, una pequeña partida de Dragones fue enviada a Challapata, unos 12 km al sudoeste, población que contaba con almacenes de provisiones y mercados. Los rioplatenses desconocían que la localidad había sido ocupada por una división realista de Cazadores, al mando del coronel Pedro Olañeta. Dos días después de haber partido de Ancacato, las fuerzas de Zelaya fueron advertidas por un explorador indígena del avance a través de la quebrada de un destacamento realista. Aunque desconfiaba de estos reportes, Zelaya inicio aprestos para la inminente batalla. 

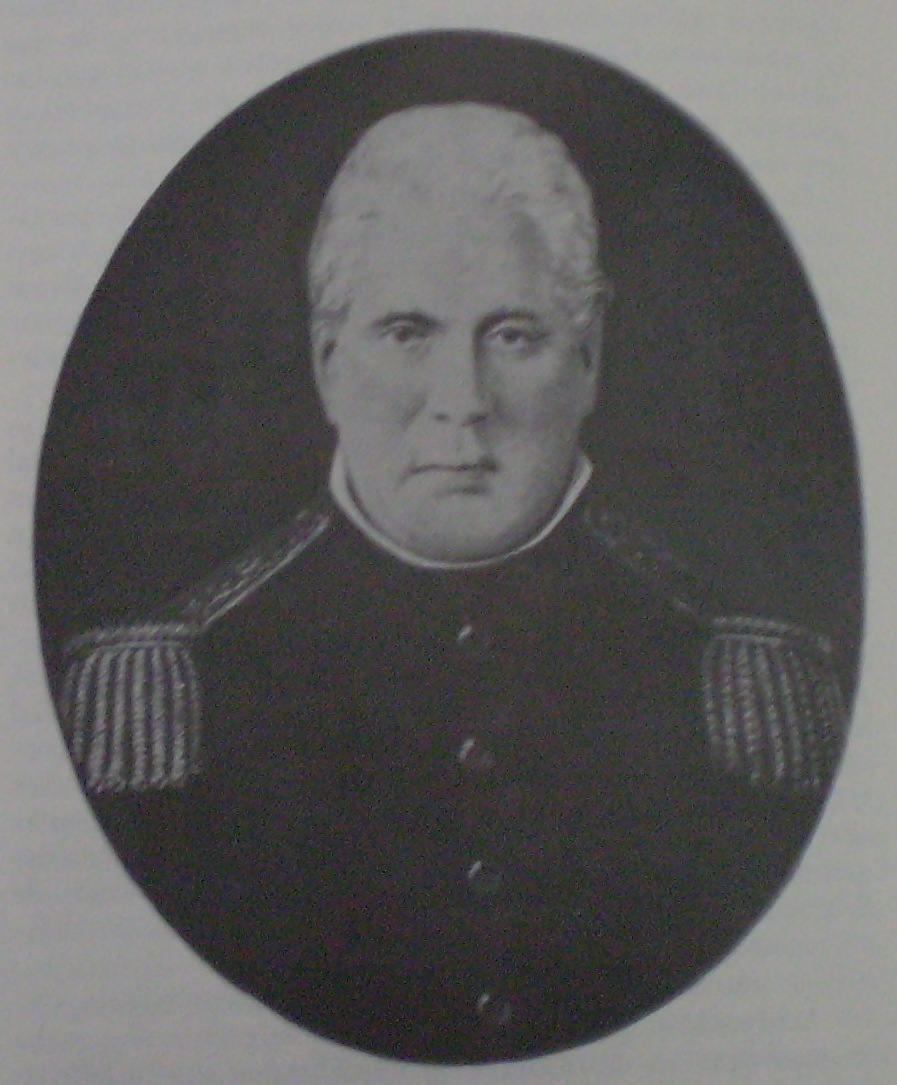
Coronel Cornelio Zelaya.

El coronel destacó a uno de sus mejores oficiales, el capitán José Francisco Zamudio, para que con una compañía montada cerrara el paso a los realistas, que se habían hecho fuertes en la vecina localidad de Pequereque. Al mismo tiempo se desplegó un escuadrón de infantería en la retaguardia, para evitar posibles infiltraciones del enemigo. El resto del regimiento habría de avanzar de a pie, para dar la impresión a los realistas de que se estaban enfrentando a fuerzas superiores. El encuentro se extendió a lo largo de cinco horas y media, de acuerdo al parte oficial enviado por Zelaya a Belgrano. Las fuerzas de Olañeta abandonaron el terreno y se retiraron a Challapata; Zelaya y sus hombres entraron en Pequereque y acamparon allí. Tres de sus soldados fueron muertos "a sangre fría, con las manos atadas" según el testimonio del propio coronel, mientras que unos 10 resultaron heridos. Zelaya estimó las pérdidas realistas en unos 10 muertos y 20 heridos. Tras ocupar Pequereque durante unas horas, las fuerzas del Ejército del Norte se retiraron a Ancacato, ante la eventualidad de un contrataque masivo por parte de Olañeta.

## Consecuencias
Las tropas de Olañeta reocuparon Pequereque tres días después de la batalla. El Regimiento de Dragones se retiró de Ancacato a Vilcapugio, ante la presión realista. Días más tarde, Zelaya fue reemplazado por Juan Ramón Balcarce y enviado por Belgrano a Cochabamba, con la misión de reclutar un regimiento de caballería formado por voluntarios locales. Este regimiento se uniría a las fuerzas de Belgrano poco antes de la batalla de Ayohuma.